# Piper timbiquinum
Piper timbiquinum är en pepparväxtart som beskrevs av C. Dc.. Piper timbiquinum ingår i släktet Piper och familjen pepparväxter. Inga underarter finns listade i Catalogue of Life.